# Тодор Лъжански
Тодор Цветков Лъжански е български инженер, доцент, офицер, генерал-майор.

## Биография
Роден е на 5 януари 1949 г. в ботевградското село Врачеш. Средното си образование завършва в техникума по фина механика и оптика „Михаил Ломоносов“ в София, а след това специалност „Механично уредостроене“ във Висшия машинно-електротехнически институт пак там. По-късно учи в Школата за запасни офицери „Христо Ботев“ и във Военната академия „Г. С. Раковски“ командно-щабен и оперативно-тактически курс. От 1991 г. е доктор по химия, а от 1996 г. е доцент. От 1975 г. е старши лейтенант и започва службата си като командир на курсантски взвод. Служи само във Висшето военно транспортно училище „Тодор Каблешков“, като преминава последователно през длъжностите „плановик и методист“ в учебния отдел, старши преподавател (главен асистент) в катедра „Общовойскова и тактико-специална подготовка“, началник на катедра „Общовойскова и тактико-специална подготовка“. На 25 юли 1997 г. с указ № 290 е назначен за началник на Висшето военно транспортно училище „Тодор Каблешков“. На 7 юли 2000 г. е удостоен със звание генерал-майор (две звезди). На 28 август 2000 г. е освободен от длъжността началник на Висшето военно транспортно училище „Тодор Каблешков“. На 15 март 2001 г. е освободен от кадрова военна служба.

## Образование
- Техникум по фина механика и оптика „М. В. Ломоносов“, София
- Висш машинно-електротехнически институт, София
- Школа за запасни офицери „Христо Ботев“
- Военна академия „Георги Раковски“